# Iwaniwci (rejon żmeryński)
Iwaniwci (ukr. Іванівці, hist. pol. Iwanowce) – wieś na Ukrainie, w obwodzie winnickim, w rejonie żmeryńskim, w hromadzie Bar. W 2001 liczyła 1409 mieszkańców, spośród których 1386 wskazało jako ojczysty język ukraiński, 18 rosyjski, 1 mołdawski, 2 ormiański, a 2 polski.